# Esquema de clasificación climática de Trewartha
La clasificación de Trewartha es una versión modificada de la Clasificación climática de Köppen. Intenta redefinir a los grupos climáticos más ajustados a la zonificación vegetacional.

## Grupos Climáticos
- Grupo A: este es el grupo climático tropical, definido igual a Köppen (es decir, el promedio del mes más frío con 18 °C o arriba). Los climas con no más de dos meses secos (menos de 60 mm de lluvias promedio, lo mismo que Köppen) son clasificados Ar (en vez de Köppen: Af), mientras otros son clasificados Aw si la estación seca es al mismo tiempo de días cortos/poco sol o As si dicha estación seca es al mismo tiempo de días largos/mucho sol. No hay identificador de clima monzónico específico en el esquema original, pero Am se agregó luego, con los mismos parámetros de Köppen (excepto que al menos haya tres meses, más que uno, deben tener menos que 60 mm de promedio de lluvias).
- Grupo B: BW y BS significan lo mismo que en el esquema de Köppen, con el clima Köppen BWn a veces nombrado BM (la M: "marino"). Sin embargo, una fórmula diferente se usa para la aridez: 10 X (T − 10) + 3P, donde T iguala la T° media anual en °C y P es el porcentaje de lluvia total recibida en los seis meses de mayor solaridad (abril a septiembre en el hemisferio norte y de octubre a marzo en el austral). Si la precipitación en una localidad es menor que en la fórmula de arriba, su clima es de un desierto (BW); si es igual o más grande que la fórmula pero menos que el doble que esa cifra, el clima se clasifica como estepa (BS); y si la precipitación es más del doble que el valor de la fórmula, el clima no es del Grupo B. Al contrario que el esquema de Köppen, no hay subgrupos termales dentro del grupo en Trewartha, salvo que se use la Escala Termal Universal (ver debajo).
- Grupo C: en el esquema Trewartha esta categoría acompaña a climas subtropicales solamente (8 o más meses por encima de 10 °C). Cs y Cw tienen el mismo significado como en el esquema de Köppen, pero el clima subtropical sin estación seca es designada Cr en vez del término en Köppen de Cf (y para Cs el promedio de precipitación anual debe ser menor a 890 mm en adición al más seco mes del verano con menos de 30 mm y menos del tercio de húmedo que el más húmedo mes invernal).
- Grupo D: este grupo representa a climas templados (4 a 7 meses por encima de 10 °C). Los climas templados marítimos (muchos de los climas Köppen Cfb y Cwb, y algunos de ellos ajustan con los climas Trewartha's Cr y Cw respectivamente) se escriben DO en la clasificicación Trewartha (algunos cerca de las costas orientales de Norteamérica y Asia actualmente califican como climas DO en el esquema de Trewartha cuando ajustan en Cfa/Cwa más que en Cfb/Cwb en Köppen), mientras que los climas continentales se representan como DCa (Köppen Dfa, Dwa, Dsa) y DCb (Köppen Dfb, Dwb, Dsb). Para los climas continentales, a veces la tercera letra (a o b) se omite y DC es usada, y ocasionalmente una letra precipitacional estacional se agrega a ambos climas marítimos y continentales (r, w, o s), cuando entre los climas marítimos y continentales es 0 °C en el mes más frío, más que en el valor de Köppen de −3 °C (como se nota en la sección del esquema Köppen, sin embargo, algunos climatólogos—particularmente en EE. UU.—tiene 0 °C en el mes más frío como el límite ecuatorial de los climas continentales en ese esquema).
- Grupo E: representa climas subpolares, se define lo mismo como en el esquema de Koppen (1 a 3 meses con T° promedios de 10 °C o mayor; Köppen Cfc, Dfc, Dwc, Dsc, Dfd, Dwd). En el esquema original, este grupo no estaba dividido; más tarde, se crean las designaciones EO y EC, con EO (marítimo subpolar) significando que los promedios de los meses más fríos por encima de −10 °C, mientras EC (continental subártico o "boreal") significa que al menos un mes tiene una T° promedio de −10 °C o por debajo. Como en el Grupo D, una tercera letra puede añadirse para indicar estacionalidad de precipitación. No hay separación con los climas Dfd/Dwd de Köppen en el esquema de Trewartha.
- Grupo F: es el grupo de clima frío, dividido en FT (Köppen ET) y en FI (Köppen EF).
- Grupo H: climas de alturas, en donde la altitud juega un rol en determinar la clasificación climática.[2] Específicamente, esto se podría aplicar si se corrige la T° promedio de cada mes al valor a nivel del mar usando la fórmula de agregar 5,6 °C por cada 1 km de elevación, resultando en ajustes dentro de diferentes grupos termales, que en las actuales T° mensuales. A veces G es usada en vez de H si lo de arriba es verdad y la altitud de 500 m o mayor, pero menor que 2,5 km; pero la G o la H se coloca en frente de la letra termal aplicable más que en reemplazarlo—y la segunda letra usada refleja las T° corregidas mensualmente, no las reales T° mensuales.

## Escala Universal Termal de cuatro letras
- Escala Universal Termal: existe una opción para incluir información en ambos meses más cálidos y más fríos para cada clima agregando una tercera y cuarta letra, respectivamente. Las letras usadas conforman la siguiente escala:
- i: severamente caluroso, Tª media mensual ≥35 °C
- h: muy caluroso, de 28 a 35 °C
- a: caluroso, de 23 a 28 °C
- b: cálido, de 18 a 23 °C
- l: templado, de 10 a 18 °C
- k: fresco, de 0 a 10 °C
- o: frío, de −10 a 0 °C
- c: muy frío, de −25 a −10 °C
- d: severamente frío, de −40 a −25 °C
- e: excesivamente frío: ≤−40 °C.

### Ejemplos
Ejemplos de las designaciones resultantes incluyen:
Awha para Surabaya, Indonesia,
Afaa para Kuala Lumpur, Malasia,
Awbb para Brasilia, Brasil,

BSal para Murcia, España,
BWil para Riad, Arabia Saudita,
BWhl para Aswan, Egipto,

Cfak para Tokio,
Csll para San Francisco (California),
Cfbl para Melbourne, Australia,
Cral para Buenos Aires, Argentina,
Crhk para Dallas, Estados Unidos,
Csak para Roma, Italia,
Csbk para Santiago, Chile,
Csal para Faro, Portugal,

DOlk para Londres, Reino Unido,
DCbo para San Petersburgo, Rusia,
EOlk para Punta Arenas, Chile,

EClc para Arcángel, Rusia,
EClc para Ulán Bator, Mongolia,

FTkd para Barrow, Alaska, Estados Unidos
FIde para la Base Vostok, Antártida.